# Henri Lecomte

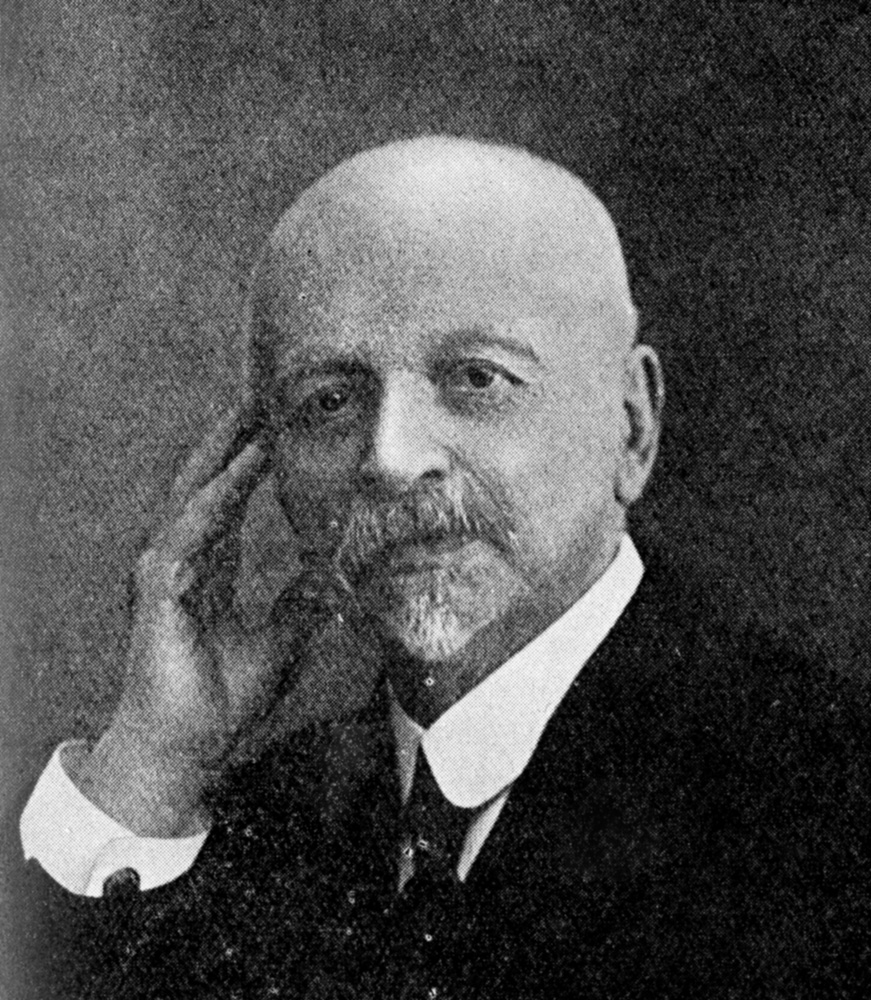
Paul Henri Lecomte (1856–1934)

Paul Henri Lecomte (* 8. Januar 1856 in Saint-Nabord, Département Vosges; † 12. Juni 1934 im 7. Arrondissement, Paris), häufig als Henri Lecomte oder Paul Lecomte bekannt, war ein französischer Botaniker. Sein offizielles botanisches Autorenkürzel lautet „Lecomte“.

## Leben
Lecomte war der Sohn eines Landwirts und wuchs in den Vogesen auf. 1872 begann er eine Hilfslehrerausbildung an der Normalschule, die er 1876 abschloss. Bis 1877 unterrichtete er in den Gemeinden Xertigny, Épinal und Bruyères. Nach seinem Baccalauréat-Abschluss absolvierte er die Lycées in Chaumont und Nancy und erwarb 1881 eine Licence in den Naturwissenschaften. 1883 machte er seinen Abschluss in Physik und 1884 absolvierte er die Agrégé de sciences naturelles. Anschließend unterrichtete er am Lycée Saint-Louis in Paris. Trotz dieser erheblichen Arbeitsbelastung forschte er im Labor von Philippe Édouard Léon Van Tieghem am Muséum national d’histoire naturelle und wurde 1889 zum Doktor promoviert.
Lecomte absolvierte zahlreiche Studienreisen oder Expeditionen rund um die Welt, darunter in den Kongo, Gabun, Algerien, Tunesien, Ägypten, Westindien, Guyana, Japan, Java und Indochina. Von 1902 bis 1904 übernahm Lecomte in Abwesenheit von Auguste Jean Baptiste Chevalier die Leitung des Koloniallabors der École pratique des hautes études. 1904 war er für den Unterricht an den Lycées Saint-Louis und Henri IV in den Klassen zur Vorbereitung auf das Institut national agronomique in Paris zuständig, was ihn jedoch nicht daran hinderte, als freiwilliger Mitarbeiter im Jardin des Plantes tätig zu sein.
1906 trat Lecomte die Nachfolge von Édouard Bureau als Inhaber des Lehrstuhls für Phanerogame am Muséum national d’histoire naturelle an. 1917 wurde er in die Académie des sciences gewählt. 1921 wurde er zum Offizier der Ehrenlegion ernannt. 1931 ging Lecomte in den Ruhestand und starb 1934 nach langer schwerer Krankheit. Er war unverheiratet.
Lecomte arbeitete in den Bereichen der systematischen, anatomischen, physiologischen oder angewandten Samenpflanzenforschung und legte den Schwerpunkt auf das Studium tropischer Blütenpflanzen. Insbesondere leistete er wichtige Beiträge zur Kenntnis der Baströhren, der Verbindungen der Blütenstiele, zur Verteilung von Latexzellen in Kautschukpflanzen und zur Anatomie der Kolonialhölzer. Darüber führte er verschiedene physiologische Studien durch, wie z. B. die Wasseraufnahme durch die Wurzeln bestimmter Bäume sowie die chemische Zusammensetzung von Samen und Vanilleenzymen.
Lecomte brachte von seinen Reisen viele Pflanzenproben – mehr als 2000 aus Indochina – mit, die die Sammlungen des Museums bereicherten. Er widmete sich ständig der Erweiterung und Pflege des Herbariums und nahm das Angebot der Rockefeller-Stiftung an, den Bau einer neuen botanischen Galerie zu finanzieren. Darüber hinaus trug er zum Anbau verschiedener tropischer Pflanzen in den französischen Kolonien bei, wie z. B. Kautschuk, Baumwolle, Kaffee und Vanille.
Zu Lecomtes Schriften zählen Contribution à l’étude du liber des Angiospermes (1889), Le Café: culture, manipulation, production (1899), Les Bois coloniaux (1923), Sapotaceae (1932) sowie Flore générale de l’Indochine (1907–1950), ein Monumentalwerk in sieben Bänden und neun Faszikeln. 1909 gründete er die Notulae systemica, die für die Veröffentlichung von Diagnosen neuer Arten bestimmt war.